# New Hyde Park
New Hyde Park – wieś w Stanach Zjednoczonych, w stanie Nowy Jork, w hrabstwie Nassau.